# Liselotte Herrmann

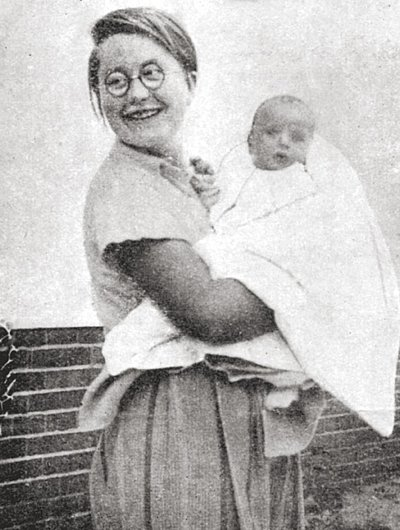
Lilo Herrmann mit ihrem Sohn, 1935

Liselotte Herrmann (genannt Lilo, * 23. Juni 1909 in Berlin; † 20. Juni 1938 in Berlin-Plötzensee) war eine deutsche kommunistische Widerstandskämpferin während der Zeit des Nationalsozialismus.

## Leben

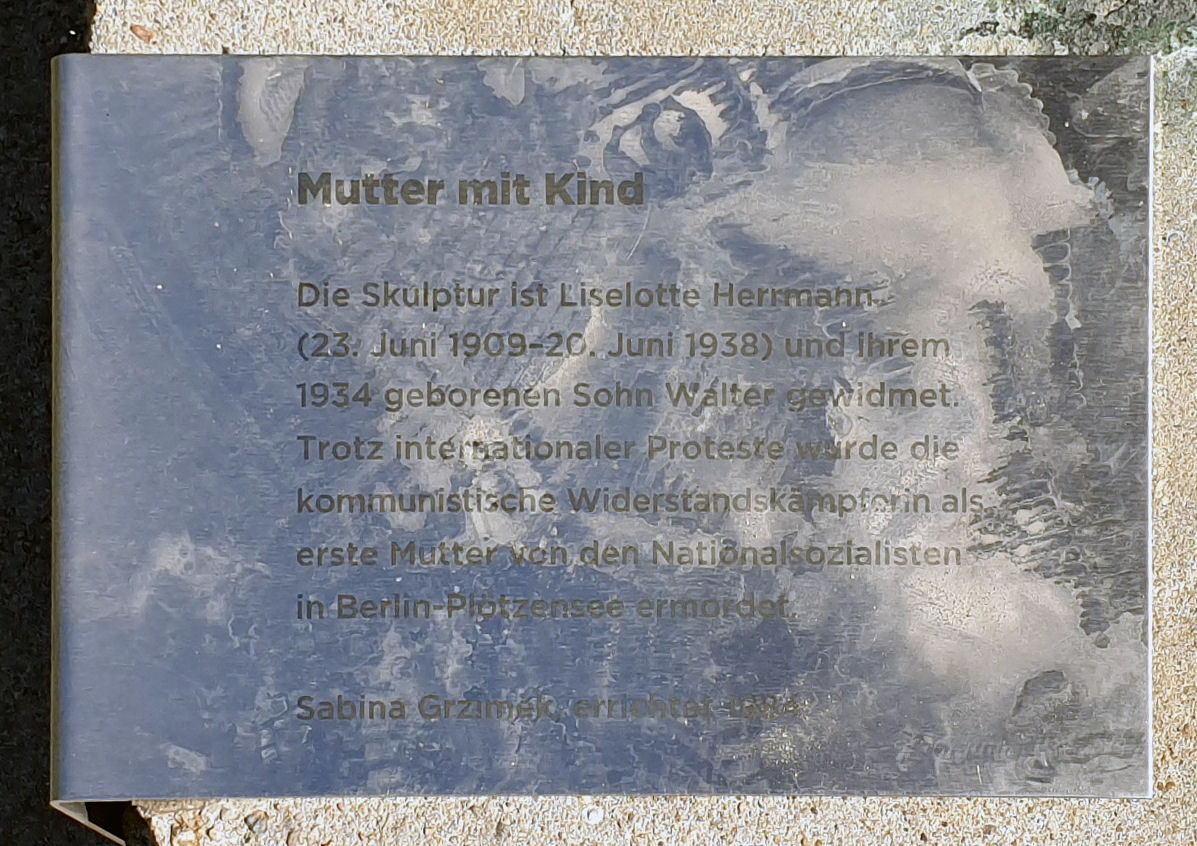
Gedenktafel, Freiaplatz, in Berlin-Lichtenberg

Die Tochter eines Ingenieurs und dessen Ehefrau wurde bürgerlich-liberal erzogen und schloss sich als Abiturientin in Berlin-Wilmersdorf dem Sozialistischen Schülerbund (SSB) an, welcher der KPD nahestand. Nach abgelegten Abitur und einem Praktikum in einem Chemiebetrieb 1929 begann sie zunächst ein Studium der Chemie an der Technischen Hochschule Stuttgart. Im Sommer 1930 wurde sie zu einer Geldstrafe verurteilt, weil sie in Esslingen Flugblätter verteilt hatte. 1931 wechselte sie für ein Studium der Biologie an die Berliner Universität. Sie trat als Schülerin in den Sozialistischen Schülerbund, dann in den Kommunistischen Jugendverband Deutschlands ein und wirkte als Studentin auch in den Roten Studentengruppen in Stuttgart und Berlin mit. Seit dem 1. November 1931 war sie Mitglied der Kommunistischen Partei Deutschlands (KPD).
Im Frühjahr 1933 soll sie einen bisher nicht aufgefundenen „Aufruf zur Verteidigung demokratischer Rechte und Freiheiten an der Berliner Universität“ unterschrieben haben und wurde wegen „kommunistischer Betätigung“ mit etwa 100 anderen Studierenden am 11. Juli 1933 von der Universität verwiesen und von jedem weiteren Studium ausgeschlossen. Seitdem arbeitete sie im Widerstand gegen die nationalsozialistische Diktatur Deutschlands.
Sie nahm eine Stelle als Kindermädchen an und arbeitete in Strukturen des im Untergrund wirkenden kommunistischen und linkssozialistischen Widerstands mit. Am 15. Mai 1934 wurde Liselottes Sohn Walter geboren; erst 1991 wurde bekannt, dass sein Vater Fritz Rau war, ein Stuttgarter KPD-Funktionär, der im Dezember 1933 im Gefängnis Berlin-Moabit totgeschlagen worden war. Seit September 1934 lebte Herrmann wieder in Stuttgart, wo sie als Stenotypistin im Ingenieurbüro ihres Vaters arbeitete.
Ohne Wissen ihrer Eltern nahm sie noch in Berlin wieder Kontakte zur illegal wirkenden KPD und deren geheimer militärischer Sektion auf. Sie erledigte von ihrem Büro aus Schreibarbeiten für den im Untergrund lebenden KPD-Bezirksleiter Stefan Lovasz (1901–1938). Von Artur Göritz erhielt sie vertrauliche Informationen über geheime Rüstungsprojekte, die dieser beschafft hatte, unter anderem über die Rüstungsproduktion im Dornier-Werk in Friedrichshafen und eine unterirdische Munitionsfabrik bei Celle. Herrmann leitete diese als nachrichtendienstlicher Kurier an den KPD-Instrukteur in der Schweiz weiter. Ihr engster Mitarbeiter war Adolf Butz, den sie aus der Roten Studentengruppe kannte. Butz war Assistent am Geographischen Institut der TH Stuttgart und unterhielt viele Kontakte zu verschiedenen Kreisen von Gegnern des Nationalsozialismus.
Am 7. Dezember 1935 wurde Liselotte Herrmann von der Württembergischen Politischen Polizei festgenommen, der späteren Staatspolizeileitstelle Stuttgart. 19 Monate blieb sie in Untersuchungshaft im Stuttgarter Frauenuntersuchungsgefängnis, wo sie unter anderem mit Lina Haag einsaß. Ihr Sohn wuchs seitdem bei den Großeltern auf. Am 12. Juni 1937 wurde Herrmann zusammen mit Josef Steidle und Artur Göritz vom 2. Senat des Volksgerichtshofes in Stuttgart wegen Landesverrats, begangen in Tateinheit mit Vorbereitung zum Hochverrat zum Tode verurteilt. Ebenfalls verurteilt wurde der KPD-Bezirksleiter Stefan Lovasz wegen „Vorbereitung zum Hochverrat unter erschwerenden Umständen“. Nach einem Jahr im Berliner Frauengefängnis Barnimstraße, wo sie Kontakt zu Maria Wiedmaier hatte, wurde sie mit den mit ihr zum Tod Verurteilten zur Hinrichtung in die Haftanstalt Berlin-Plötzensee verlegt.
Liselotte Herrmann starb trotz einer Protestkampagne in mehreren europäischen Ländern als erste deutsche Mutter und Widerstandskämpferin am 20. Juni 1938 unter dem Fallbeil in Plötzensee. Der Scharfrichter war Friedrich Hehr. Ihr Leichnam wurde dem Anatomischen Institut der Charité übergeben.

## Erinnerung

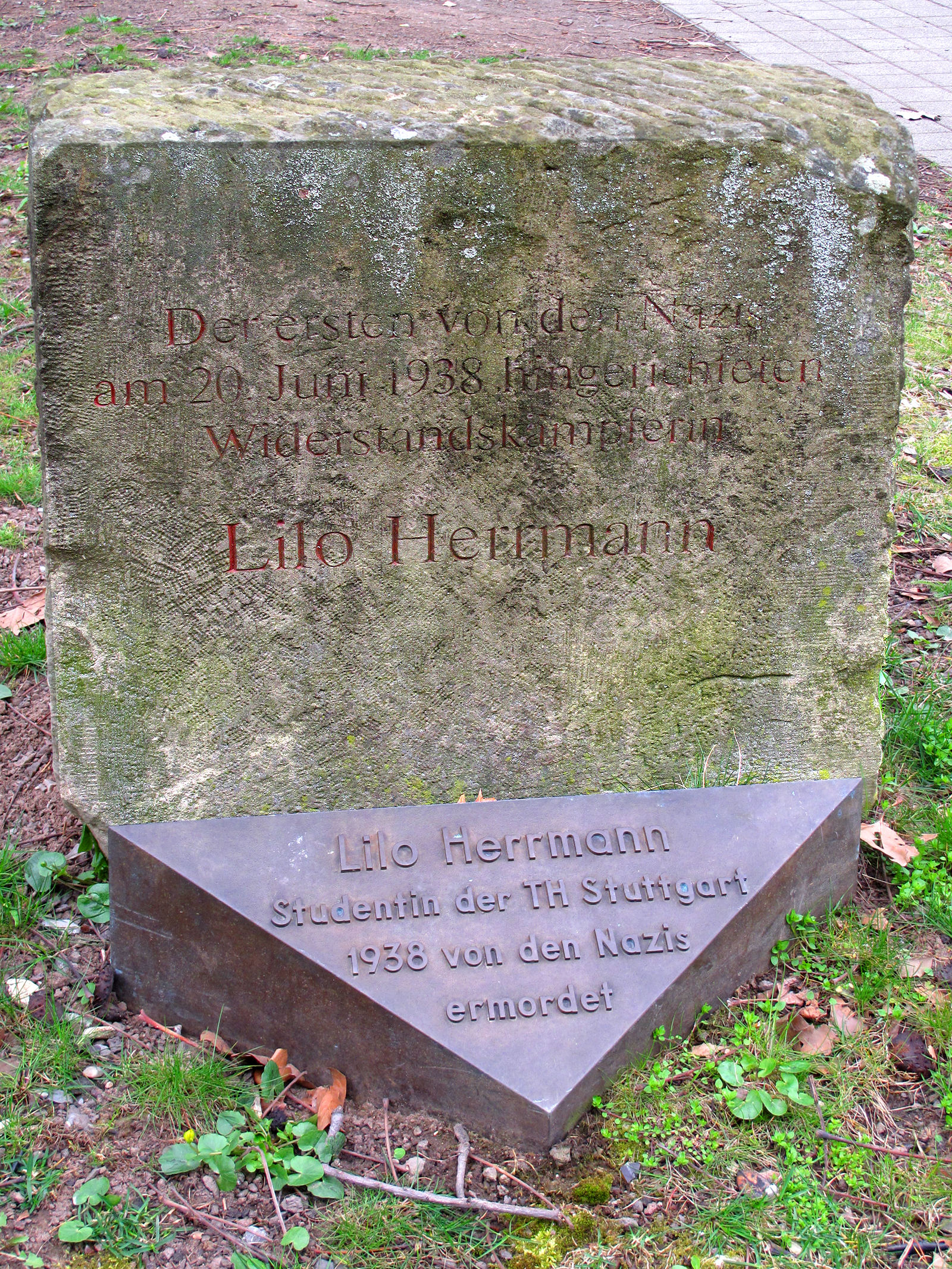
Gedenkstein für Liselotte Herrmann im Stadtgarten Stuttgart

Friedrich Wolf schrieb über Lilo Herrmann ein Biographisches Poem, das 1954 von Paul Dessau vertont wurde. Es erschien 1974 als LP mit Mathilde Danegger, dem Berliner A-Cappella-Chor und Mitgliedern des Rundfunk-Sinfonie-Orchesters Berlin bei Nova. 1987 wurde der nach einem Buch von Stephan Hermlin produzierte DEFA-Film Die erste Reihe – Bilder vom Berliner Widerstand im DDR-Fernsehen erstausgestrahlt.
In der DDR waren mehrere öffentliche Einrichtungen nach ihr benannt, so etwa seit 1972 die Pädagogische Hochschule „Liselotte Herrmann“ Güstrow, eine POS in Eilenburg-Ost, eine POS in Eisenach, die POS in Großleinungen, in Eppendorf, die POS in Boxdorf oder ein Kindergarten im sächsischen Freiberg. Die Post der DDR gab 1961 im Rahmen der Serie Aufbau und Erhaltung der Nationalen Gedenkstätten Buchenwald, Ravensbrück und Sachsenhausen eine Briefmarke mit dem Bild von Liselotte Hermann heraus (Michel-Nummer 851).
Bei der rechtlichen Neugründung dieser Einrichtungen nach 1990 wurden diese Benennungen überwiegend nicht übernommen, so etwa bei der Neugründung der Fachhochschule für die öffentliche Verwaltung in Güstrow, die sich in den Baulichkeiten der ehemaligen Pädagogischen Hochschule befindet. Das Denkmal vor der Güstrower Einrichtung blieb aber erhalten. Auch auf dem Mahnmal im Innenhof der Humboldt-Universität zu Berlin ist Liselotte Herrmanns Namen verzeichnet.
Nach wie vor bestehen auf dem Gebiet der ehemaligen DDR zahlreiche nach ihr benannte Straßen, darunter in Berlin, Neubrandenburg, Erfurt, Gera, Jena, Weimar und Chemnitz. Zu diesen sind neue Straßenbenennungen im Westen hinzugekommen, so in Kiel, Schwäbisch Hall und Vaihingen an der Enz. In Leipzig ist ein kleiner Park im Osten der Stadt nach ihr benannt. In Frankfurt (Oder) gibt es im Westteil der Stadt eine Kindertagesstätte „Lilo Herrmann“.
In ihrem Studienort Stuttgart wurde 1988 vom Stadtjugendring ein Gedenkstein vor der Universität errichtet. Dieser war immer umstritten, weil Lilo Herrmann laut einem Gutachten des an der Universität lehrenden Historikers Eberhard Jäckel für eine Bewegung arbeitete, die „die Freiheit von Forschung und Lehre sowie die Freiheit und Menschenrechte allgemein“ unterdrücken wollte. Der Gedenkstein steht im zum Besitz des Landes gehörenden Stadtgarten unmittelbar neben der Universität. Die Bauverwaltung und die Universität ließen den Gedenkstein nicht entfernen, selbst die CDU-Bürgermeister Rommel und Thieringer befürworteten seine Aufstellung.

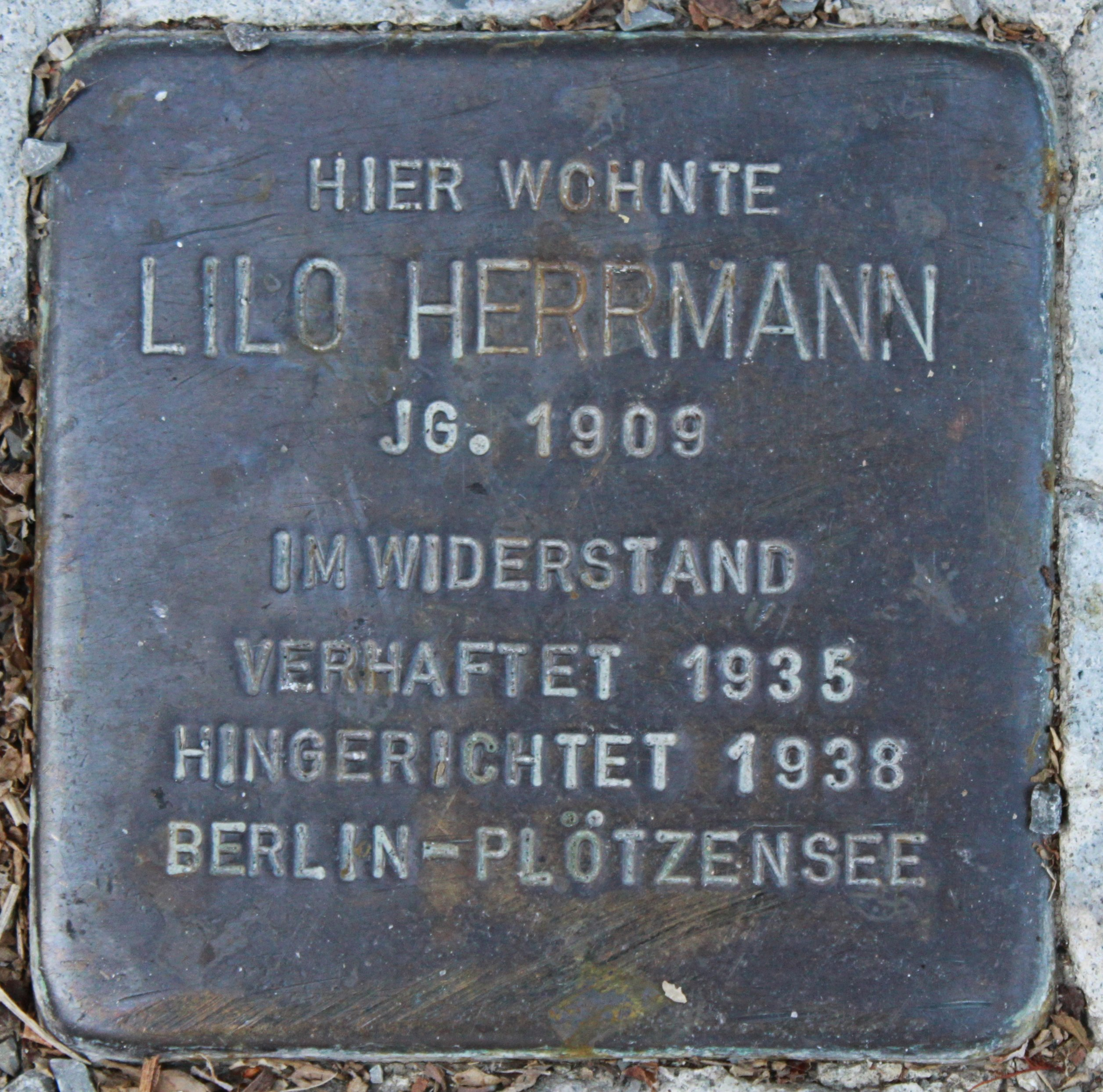
Stolperstein für Liselotte Herrmann in Stuttgart

Im Stadtteil Fasanenhof war schon 1972 eine kleine Anliegerstraße, der keine Postadressen zugeordnet sind, nach ihr benannt worden. Am 14. März 2008 wurde in der Stuttgarter Hölderlinstraße ein Stolperstein zum Gedenken an Liselotte Herrmann verlegt. Anwesend waren damals ihr Sohn Walter Herrmann und ihre Enkelin Carola Herrmann. 2012 erhielt ein linkes Hausprojekt in Stuttgart-Heslach den Namen „Linkes Zentrum Lilo Herrmann“.